# De Bijenkorf (Rotterdam 1930)

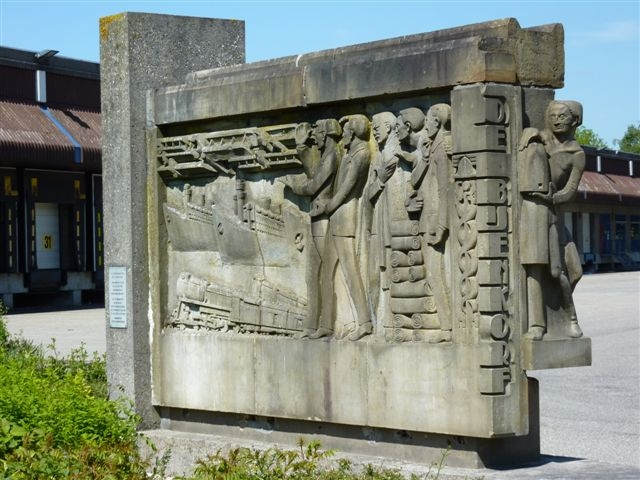
Gevelsteen, tot voorkort opgesteld bij het distributiecentrum in Woerden

De Bijenkorf in Rotterdam van 1930 was een gebouw van de luxe-warenhuisketen de Bijenkorf. 
Het warenhuis werd geopend in 1930. Tijdens het bombardement op 14 mei 1940 werd het grotendeels verwoest, waarna het al snel in een nieuwe stijl werd herbouwd. Twintig jaar later werd het gebouw echter geheel afgebroken.

## Geschiedenis

### Voor de oorlog
De eerste plannen om een modern warenhuis te bouwen in het hart van Rotterdam werden gesmeed in de zomer van 1928. De Amsterdamse architect Willem Dudok ontwierp een gebouw dat aan de Schiedamsesingel (de zuidkant van het toenmalige Van Hogendorpsplein (ten westen van het Schielandshuis), ter plaatse van het huidige Churchillplein) moest komen.
De grondwerkzaamheden begonnen in 1929 en de eerste paal werd geslagen op 13 juni van dat jaar. Het nieuwe gebouw opende zijn deuren officieel op 16 oktober 1930. De gebeurtenis was grootː er kwamen maar liefst 70.000 mensen op af. De Bijenkorf van Dudok was het eerste vooroorlogse gebouw in Rotterdam dat de beschikking over roltrappen had en een elektrische vloermat voor het automatisch vegen van de schoenzolen.
Het gebouw – ontworpen in de functionalistische stijl – werd in de dagbladen aangeprezen als een 'stad in een stad'. Vanwege zijn omvang stond het destijds bekend als het grootste en modernste warenhuis van Europa en het werd liefkozend een 'sprookjespaleis van glas en steen' genoemd. Het warenhuis viel op door de lange extensie aan de linkervoorkant, met een vlam in glas in lood die 's avonds verlicht werd.

### Bombardement
Tijdens het bombardement van 14 mei 1940 werd het inmiddels monumentale gebouw geraakt en voor twee derde verwoest. Kenmerkend was het grote, gapende gat in het midden – dit was de plek die volledig in puin lag. Vrijwel meteen na het bombardement tekende Dudok zelf een voorstel om het gebouw uit te breiden in oostelijke richting, dus richting de Blaak. Dit plan werd echter resoluut van tafel geveegd door de gemeente en er werd besloten om alleen technische aanpassingen te verrichten aan de restant van het gebouw, zodat de verkoop weer door kon gaan. Het deel dat behouden was gebleven (de voorkant van het gebouw, wat ongeveer een derde was) werd grotendeels verbouwd en op 22 januari 1941 alweer geopend.
Tijdens het laatste oorlogsjaar ontwierp Dudok opnieuw een aanpassing voor zijn Bijenkorf: een vrijwel gesloten blok met alleen op de begane grond nog glaswanden voor de etalages. Naar aanleiding van een studiereis naar de Verenigde Staten in 1938 was de directie tot de conclusie gekomen dat warenhuizen gesloten gebouwen met kunstlicht moesten worden.

### Na de oorlog
Het gebouw, dat de warenhuisdeuren definitief sloot op 13 maart 1957, deed tot een week voor de opening van het huidige gebouw van de Bijenkorf op 19 maart 1957 nog dienst als warenhuis en vervolgens  nog drie jaar als opslagruimte. In 1960 werd besloten om een nieuwe verkeersader aan te leggen. Op last van de gemeente werd het gebouw – net dertig jaar oud – gesloopt in verband met de aanleg van de Westblaak en aanverwante werken waaronder het zogeheten 'venster op de rivier' (dat inmiddels door de bouw van het Maritiem Museum weer gesloten is) en de aanleg van de metro naar Rotterdam-Zuid.

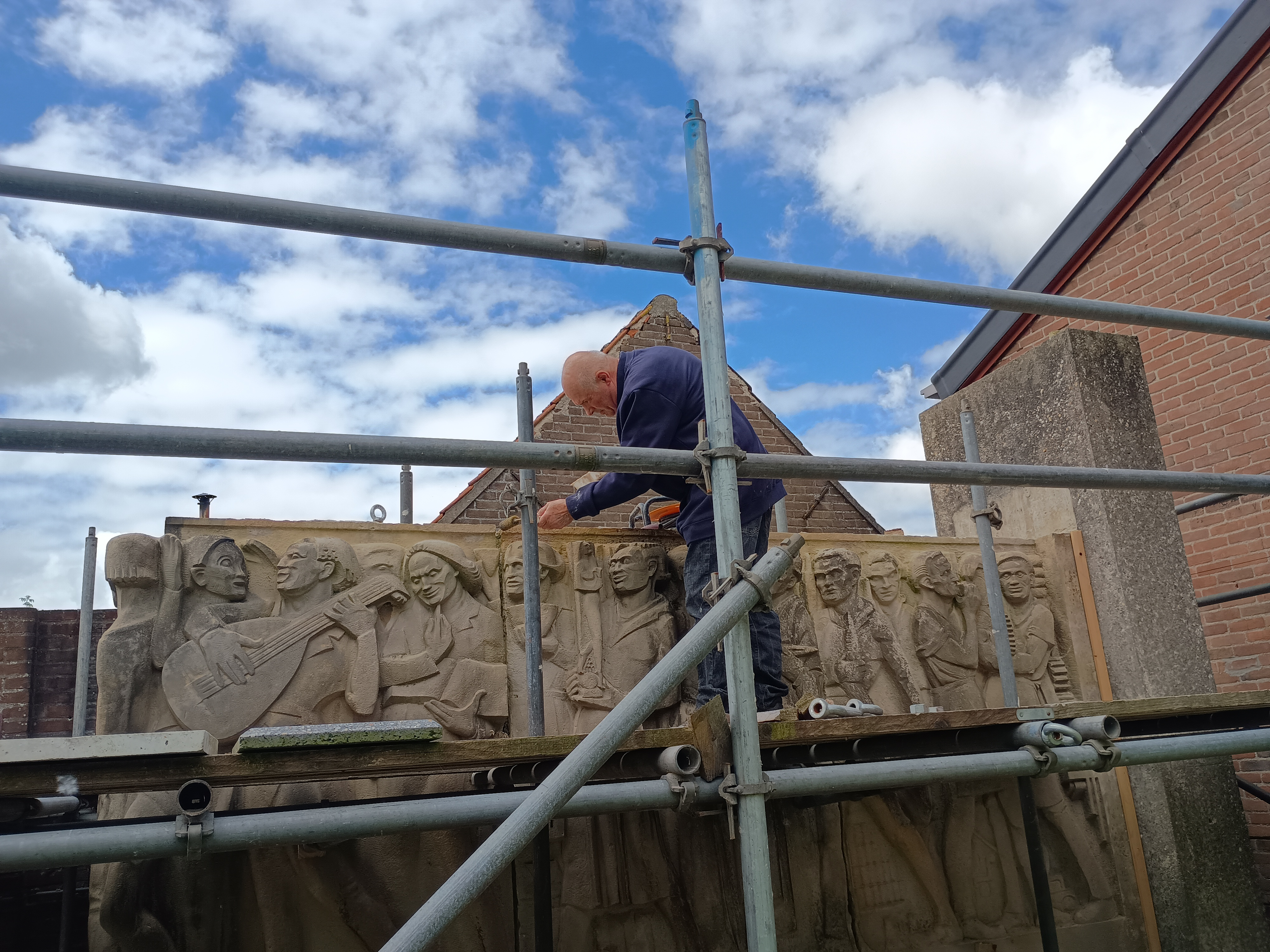
'De Werkende Mens', de gevelsteen van de oude Bijenkorf in restauratie

In 2015 werd besloten moeite te doen om een oude, gedecoreerde gevelsteen die deel uitmaakte van de ingang aan de rechterkant van Dudoks Bijenkorf terug te halen naar Rotterdam. De steen lag toen nog bij het inmiddels door de Bijenkorf verlaten distributiecentrum in Woerden: een groepje Rotterdammers wilde hem terughalen naar de hoek van de Coolsingel en het Churchillplein, de plek waar het originele gebouw ooit stond. Het voorstel van PvdA gemeenteraadslid Co Engberts kon op steun van zowel het college van burgemeester en wethouders als de Bijenkorf rekenen. In 2020 werd, na vijf jaar speculatie, officieel besloten om de gevelsteen terug te halen naar Rotterdam. De steen zal op een dieplader gezet om hem op zijn originele plek op de Coolsingel terug te zetten. Tussen 2023 en 2024 werd 'De Werkende Mens' zoals de gevelsteen, gebeeldhouwd door Hendrik van den Eijnde officieel heet, gerestaureerd. De steen werd op 14 september 2024, tijdens Open Monumentendag, mede door de Rotterdamse burgemeester Aboutaleb onthuld op de Coolsingel.
In 2017 werd de documentaire Stad van Licht gemaakt, als eerbetoon aan het vooroorlogse Bijenkorf-gebouw.

## Galerij

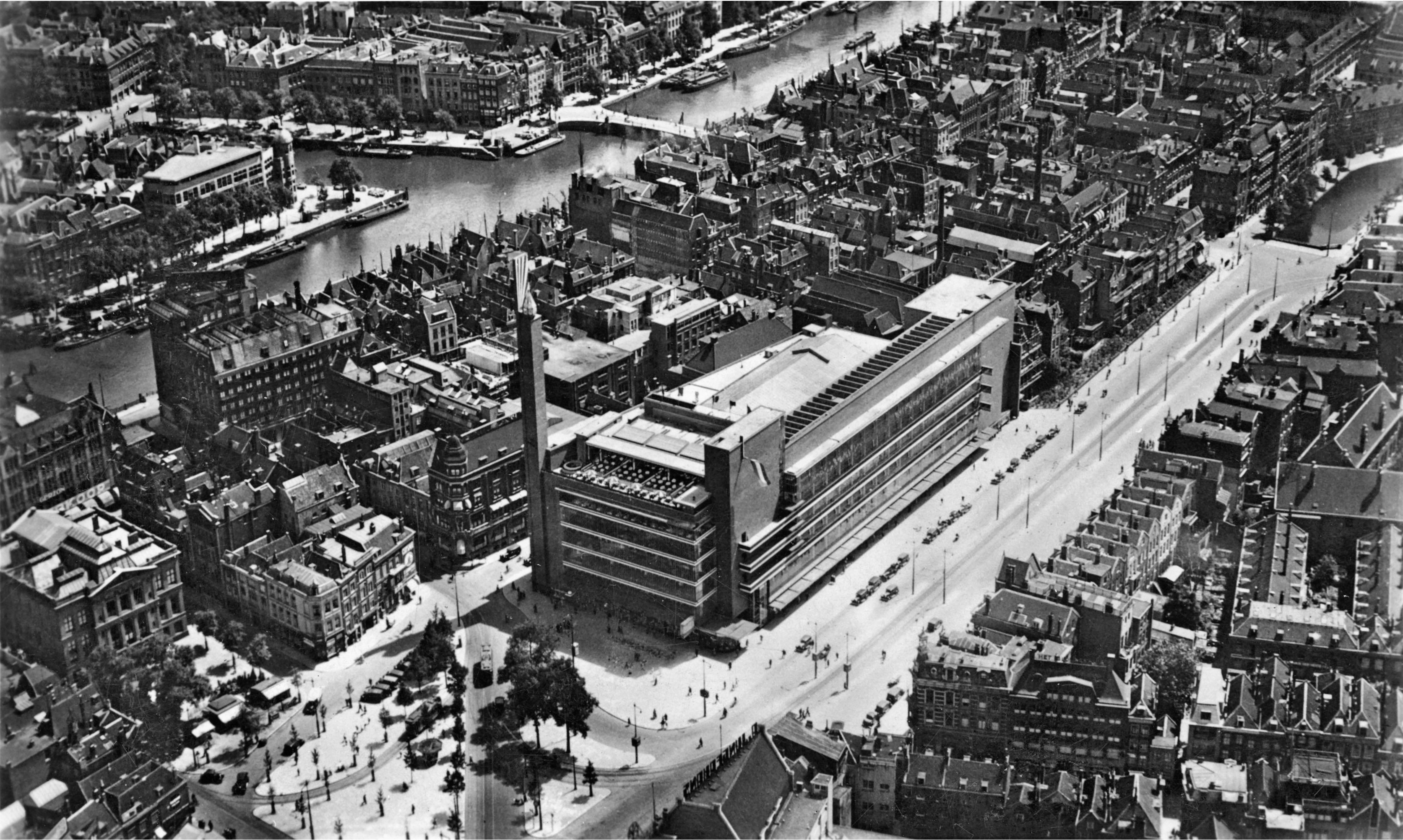
Luchtfoto op de dag van de opening in 1930.
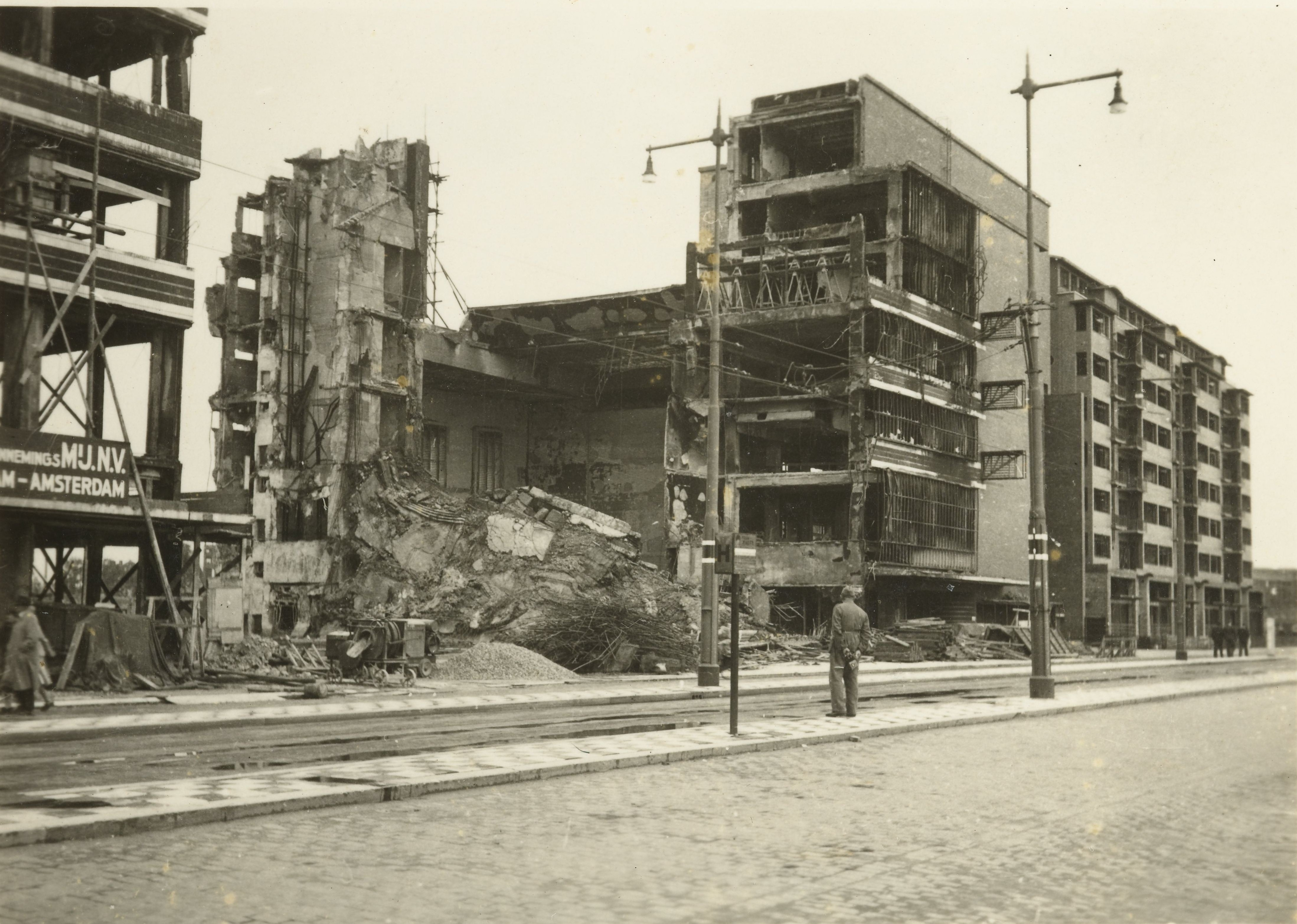
Enkele maanden na het bombardement in 1940.